# Ismene nutans
Ismene nutans es una especie de planta bulbosa geófita perteneciente a la familia de las amarilidáceas. Es originaria del centro y sur de Perú en el   departamento de Cuzco.

## Taxonomía
Ismene nutans fue descrita por (Ker Gawl.) Herb. y publicado en App. Bot. 46, en el año 1821.
Sinonimia
- Pancratium nutans Ker Gawl., J. Sci. Arts (London) 3: 324. 1817. basónimo
- Hymenocallis nutans (Ker Gawl.) Baker, Handb. Amaryll.: 128. 1888.
- Pancratium calathinum Ker Gawl., Bot. Mag. 38: t. 1561. 1813, nom. illeg.
- Pancratium fluitans Fraser ex Schult. & Schult.f. in J.J.Roemer & J.A.Schultes, Syst. Veg. 7: 930. 1830.
- Pancratium knightii Steud., Nomencl. Bot., ed. 2, 2: 251. 1841.[2]